# Tatiana Turanskaya
Tatiana Turanskaya, född 1972 i Bilhorod-Dnistrovskyj, är en transnistrisk politiker som var premiärminister i Transnistrien 2013. 